# Modysticus imitatus
Modysticus imitatus là một loài nhện trong họ Thomisidae.
Loài này thuộc chi Modysticus. Modysticus imitatus được Willis J. Gertsch miêu tả năm 1953.